# آرامگاه اقبال لاهوری
آرامگاه اقبال لاهوری (اردو: مزارِ اقبال‎) آرامگاه محمد اقبال شاعر ملی پاکستان است. این مقبره که به سبک معماری گورکانی طراحی شده، کنار دیوارهای مسجد پادشاهی امپراتوری گورکانی و داخل باغ هازوری در لاهور، پنجاب قرار دارد. 

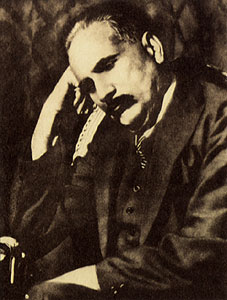
محمد اقبال، رئیس وقت مسلم لیگ پنجاب در ۱۹۳۰

## پیش‌زمینه
اقبال یکی از الهام‌دهندگان اصلی جنبش پاکستان بود و امروز با نام‌های مُفَکّرِ پاکستان (متفکر پاکستان) و شاعر مشرق در آن کشور مورد احترام است.  اقبال در ۲۱ آوریل ۱۹۳۸ و در شصت سالگی در لاهور درگذشت. هر روز هزاران بازدیدکننده برای ادای احترام به آن شاعر و فیلسوف به آرامگاهش می‌آیند.  گفته می‌شود که مصطفی کمال آتاتورک (بنیانگذار و اولین رئیس جمهور ترکیه) خاکی که از آرامگاه مولوی جمع آوری کرده بود (اقبال مولوی را معلم معنوی خود می‌دانست) فرستاد تا روی مزار اقبال بپاشند. 

## تاریخچه
بلافاصله پس از مرگ اقبال در آوریل ۱۹۳۸، کمیته‌ای تشکیل شد که ریاست آن را چوداری محمد حسین بر عهده داشت. 
مشکل عمده در ساخت این بنا نبود بودجه کافی بود. کمیته یادشده تصمیم گرفت که هیچ کمکی از سوی دولت‌های محلی و حاکمان ایالتی نپذیرد. کمک‌های مالی از طریق دوستان، ستایشگران و شاگردان اقبال جمع‌آوری شد. 

## معماری

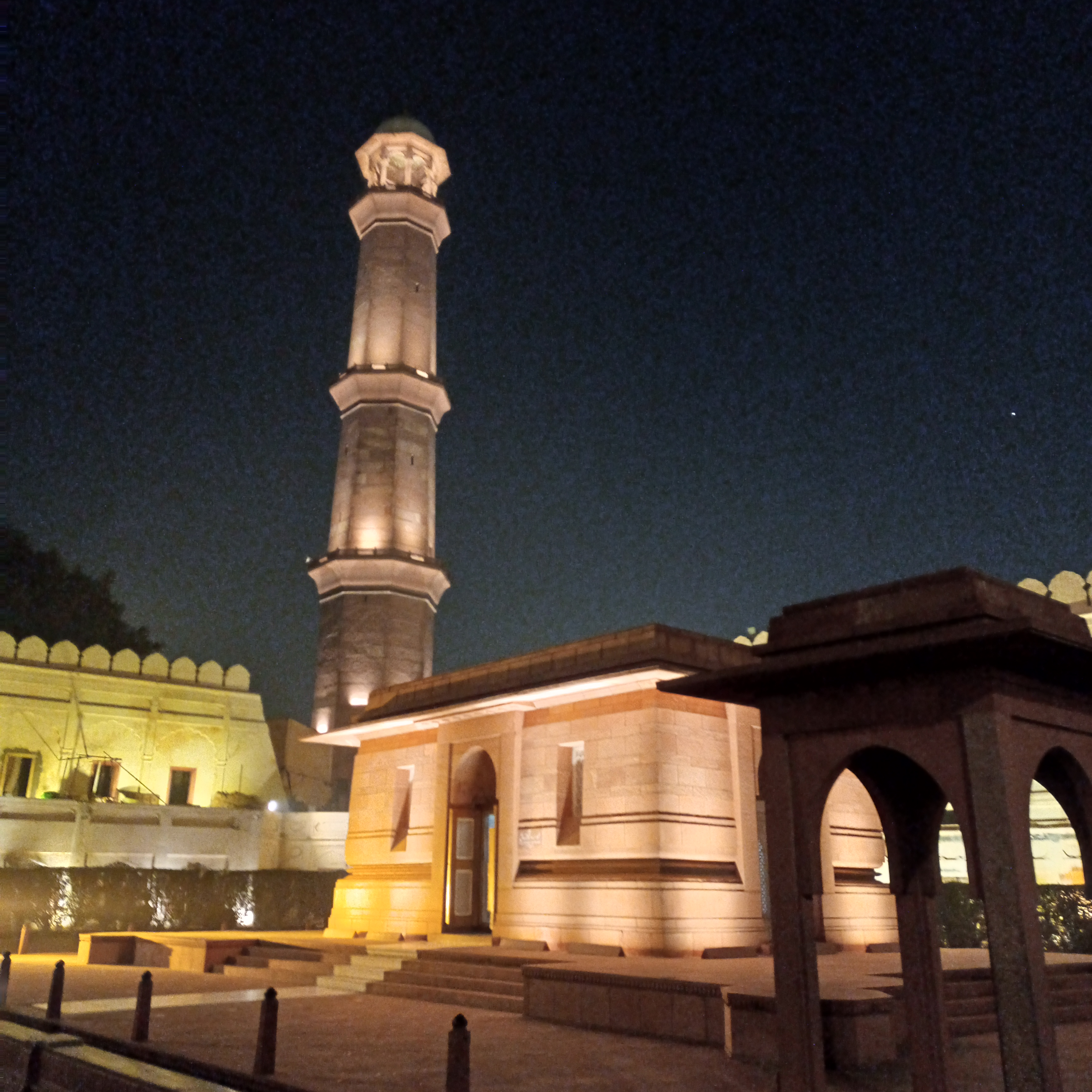
نمای شامگاهی مزار اقبال

معماری آرامگاه اقبال ترکیبی از سبک‌هاست ولی بیشتر نمایانگر معماری گورکانی است. این سازه به طور کامل از ماسه‌سنگ قرمز جیپور، راج بریتانیا  و سنگ مرمر ماکرانا، راجپوتانا آورده شده است. پس از استقلال پاکستان در ۱۹۴۷، به دلیل محدودیت‌ صادرات ماسه‌سنگ قرمز از هند، ساخت مزار اقبال هم تحت تأثیر قرار گرفت. شش بیت از غزل زبور عجم اقبال بر روی سطوح داخلی مقبره حجاری شده است.  بیرون آرامگاه، یک باغچه هست که خود به قطعات کوچک تقسیم شده است. این آرامگاه توسط نواب زین یار جنگ بهادر، معمار ارشد آن روزگار در حیدرآباد دکن طراحی شد و ساخت آن با هزینه‌ای در حدود صد هزار روپیه پاکستان، سیزده سال طول کشید که دلیل اصلی تاخیر در پایان پروژه، توقف واردات سنگ قرمز از جیپور در هند پس از استقلال بود. 

### قبر و سنگ آن
مقبره مستطیل‌شکل دارای دو دروازه به ترتیب در ضلع شرقی و جنوبی خود است که با سنگ مرمر منبت‌کاری شده و سنگ مزار هم از مرمر سفید ساخته شده است.

## حفاظت
مجموعه آرامگاه اقبال در فهرست بناهای میراثی حفاظت‌شده اداره باستان‌شناسی پنجاب ثبت شده است. 

## نگارخانه

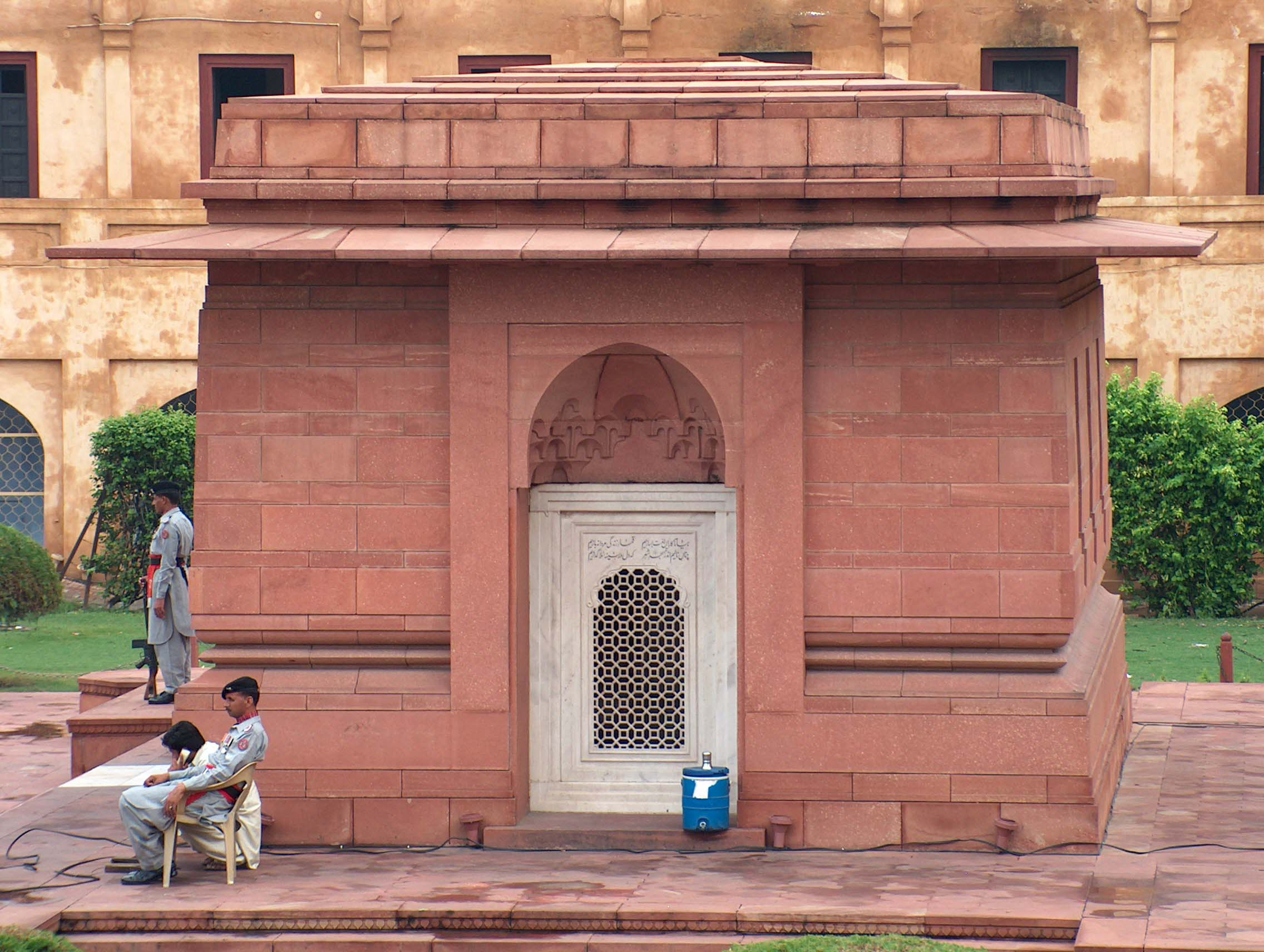
دیوار شمالی آرامگاه
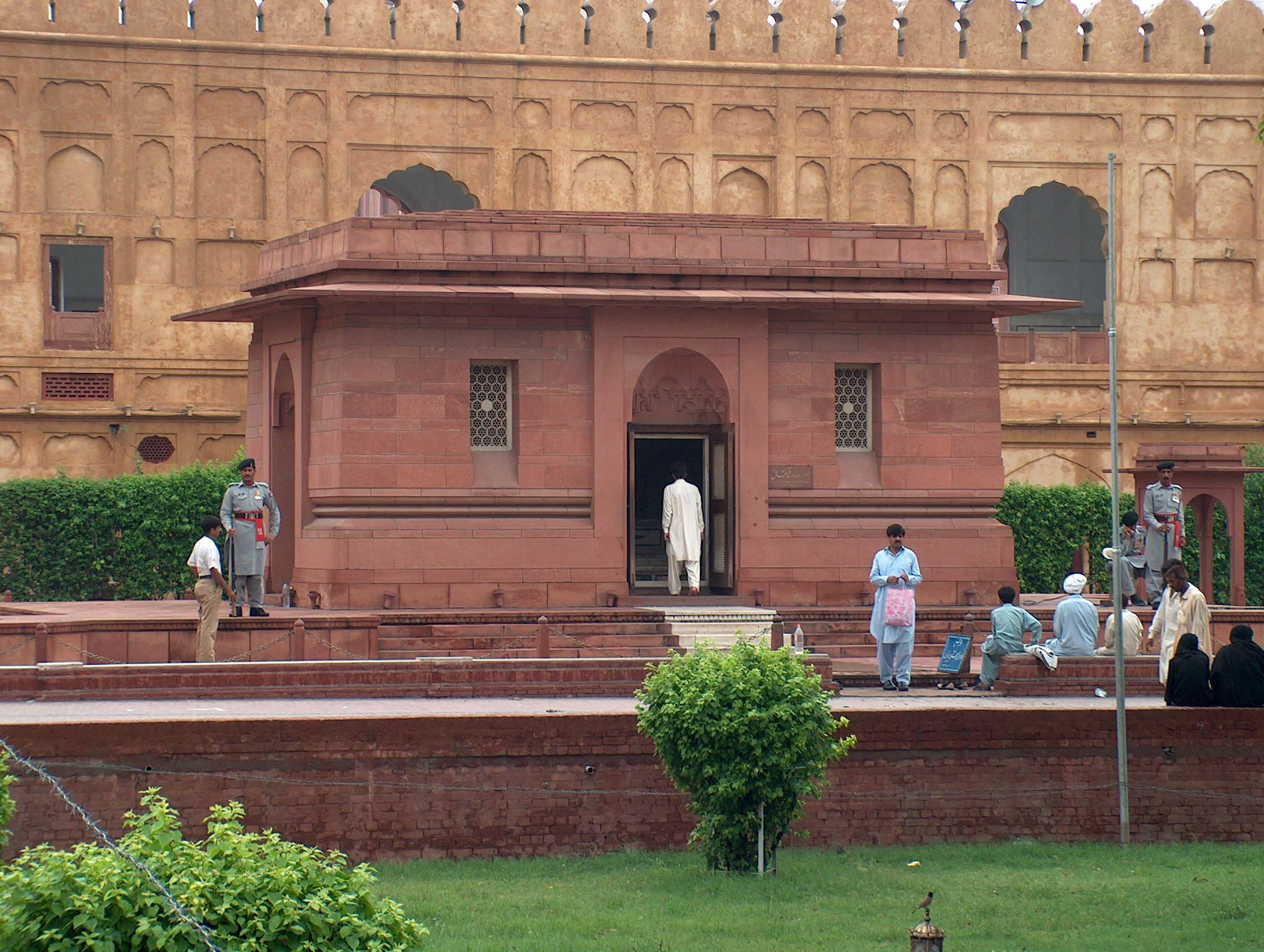
ضلع جنوب شرقی آرامگاه
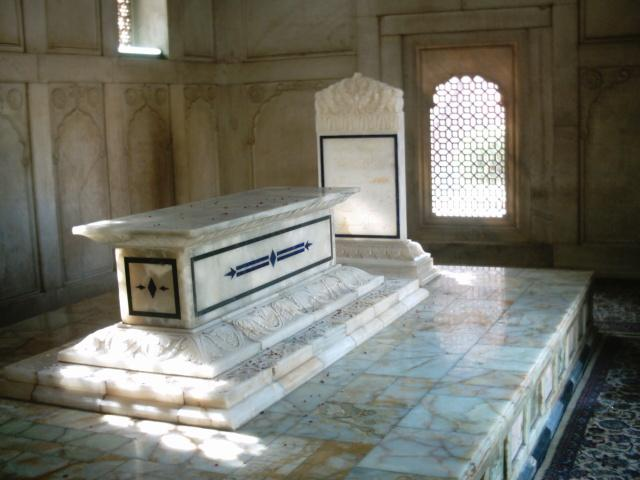
داخل آرامگاه اقبال، سنگ گور مرمری
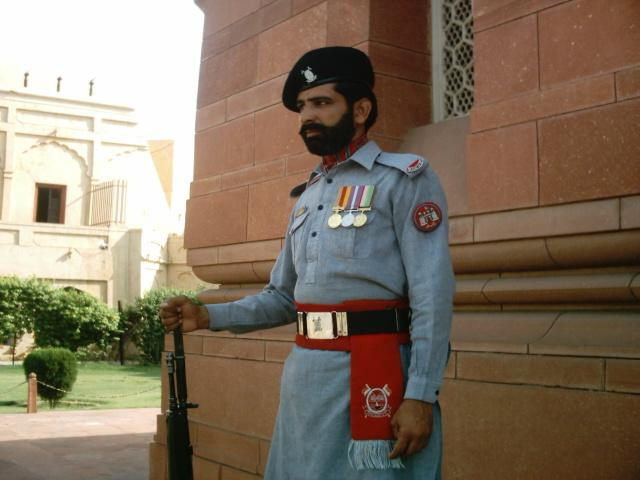
نگهبان آرامگاه، با ارگ لاهور در پس‌زمینه
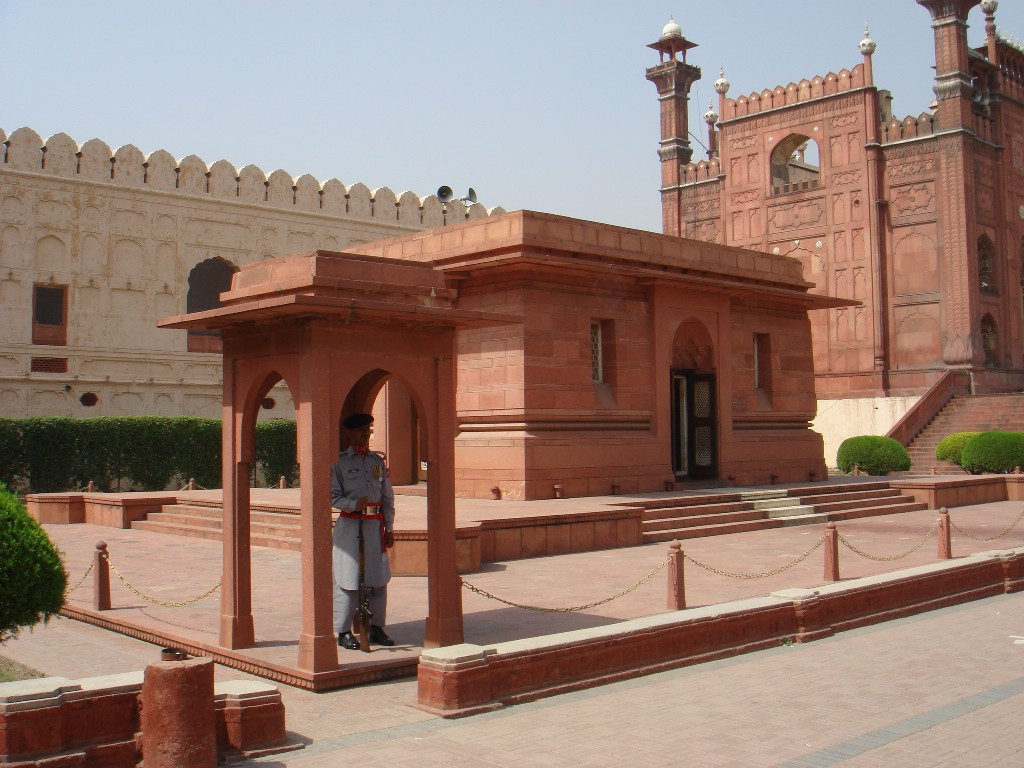
آرامگاه اقبال در کنار سردر مسجد پادشاهی
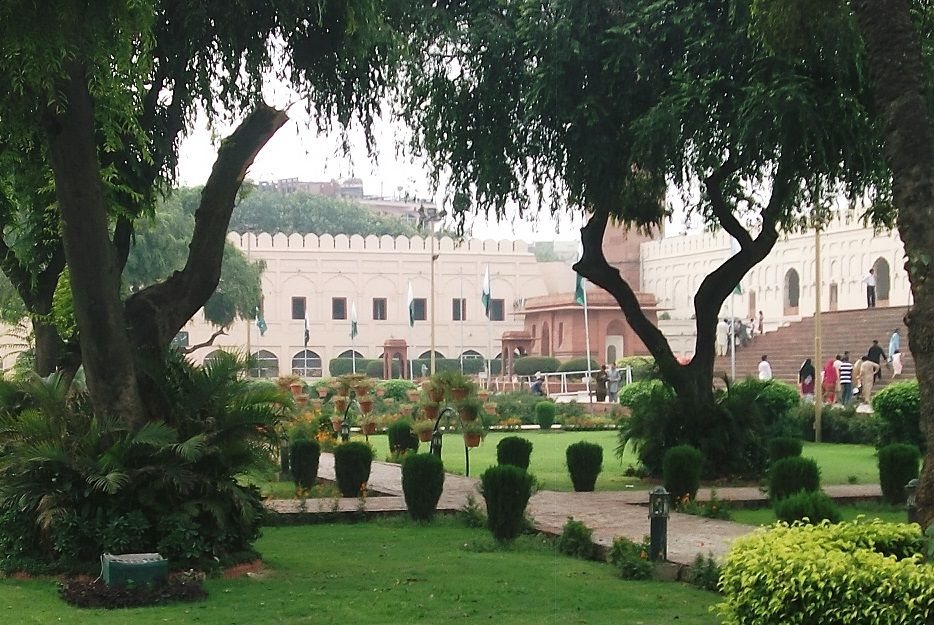
آرامگاه محمد اقبال